# Selkäsaari (ö i Päijänne-Tavastland, Lahtis, lat 61,24, long 25,83)
Selkäsaari är en ö i Finland. Den ligger i sjön Ruotsalainen och i kommunen Asikkala i den ekonomiska regionen  Lahtis ekonomiska region  och landskapet Päijänne-Tavastland, i den södra delen av landet, 130 km norr om huvudstaden Helsingfors. Öns area är 2,6 hektar och dess största längd är 220 meter i sydväst-nordöstlig riktning.